# Barberà del Vallès
Barberà del Vallès és un municipi de Catalunya situat a la comarca del Vallès Occidental. És un municipi integrat a l'Àrea Metropolitana de Barcelona (AMB) que limita amb Badia del Vallès, Cerdanyola del Vallès, Montcada i Reixac, Ripollet, Sabadell i Santa Perpètua de Mogoda.

## Geografia
- Llista de topònims de Barberà del Vallès (Orografia: muntanyes, serres, collades, indrets…; hidrografia: rius, fonts...; edificis: cases, masies, esglésies, etc.).

El municipi, d'uns 8,3 km², està situat a la depressió del Vallès. A llevant del Ripoll, els relleus són més ondulats i és on trobem els polígons industrials de Santiga i Can Salvatella, mentre que a ponent del riu hi ha una plana de relleu molt suau, dividida en dos vessants, un que vessa vers el riu Ripoll i l'altre cap al riu Sec. El nucli principal de la ciutat, així com els barris de la Creu de Barberà, la Romànica i Can Gorgs s'assenten sobre aquesta plana, que queda dividia per l'antiga carretera N-150 i la línia de tren a Lleida i Manresa.
| Entitat de població | Habitants (2023) |
| Barberà del Vallès  | 26.098           |
| la Romànica         | 7.224            |
| Font: Idescat       |                  |

## Història

### Prehistòria
S'ha excavat un jaciment paleontològic proper al Castell de Barberà, on es va trobar l'espècie denominada Barberapithecus.

### Edat mitjana
La ciutat es va fundar com a vil·la romana. El nom de Barberà apareix documentat per primera vegada el 985 en un document del monestir de Sant Cugat, on s'indiquen algunes propietats, concretament un alou.
Cap a l'any 1005, el testament del vescomte Guitard, parent de Borrell II, que parla del castell de Barberà, divideix la propietat entre la seu de Barcelona i la basílica barcelonina de Sant Miquel Arcàngel. En aquells temps, els habitants vivien dels fruits de la terra i tenien molins, que van ser molt importants per al desenvolupament econòmic de la zona. També en aquesta època es va construir l'església romànica de Santa Maria de Barberà.
Com d'altres fortaleses del país, el castell pertanyia inicialment al comte de Barcelona. La possessió del castell va passar als Ribes, més tard als Montcada i, finalment, el 1599 Felip III la va cedir, com a favor, a Galceran de Pinós. El 1702, Felip V va nomenar Josep Galceran de Pinós-Santcliment primer marquès de Barberà.

### Edat Moderna
Barberà era un lloc de passada, situat al camí ral de Barcelona. El 1619 ja s'havia construït un casalot molt gran, amb capacitat per a molts hostes i tota mena de serveis: l'hostal nou. El 1750 es van construir en un sol costat del camí ral casetes en filera que apareixen documentades com l'Hostal Nou i les casetes el 1782 i com l'Hostal Nou i el carrer el 1796. El segon nucli urbà va ser Can Gorgs - Eixamplament, entorn de l'actual estació de ferrocarril, i com altres poblacions veïnes es va convertir en un lloc d'estiueig. Durant els segles XVII, xviii i xix, Barberà va ser sovint un lloc d'allotjament i d'aprovisionament per a tropes de diferents bàndols de les guerres que es van produir (de Successió, de la Guerra del Francès, etc.).

### Edat Contemporània

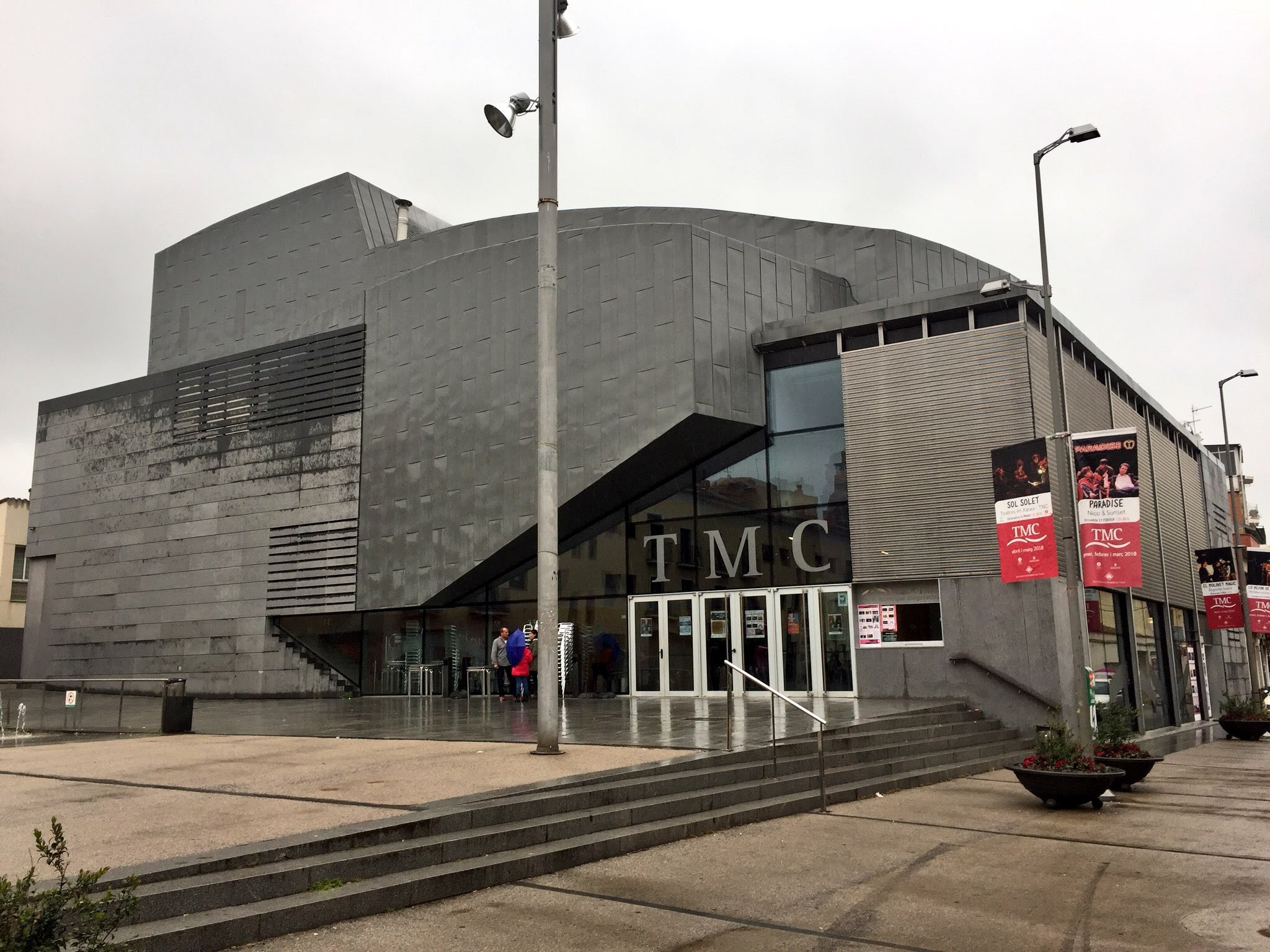
Teatre cooperativa de Barberà

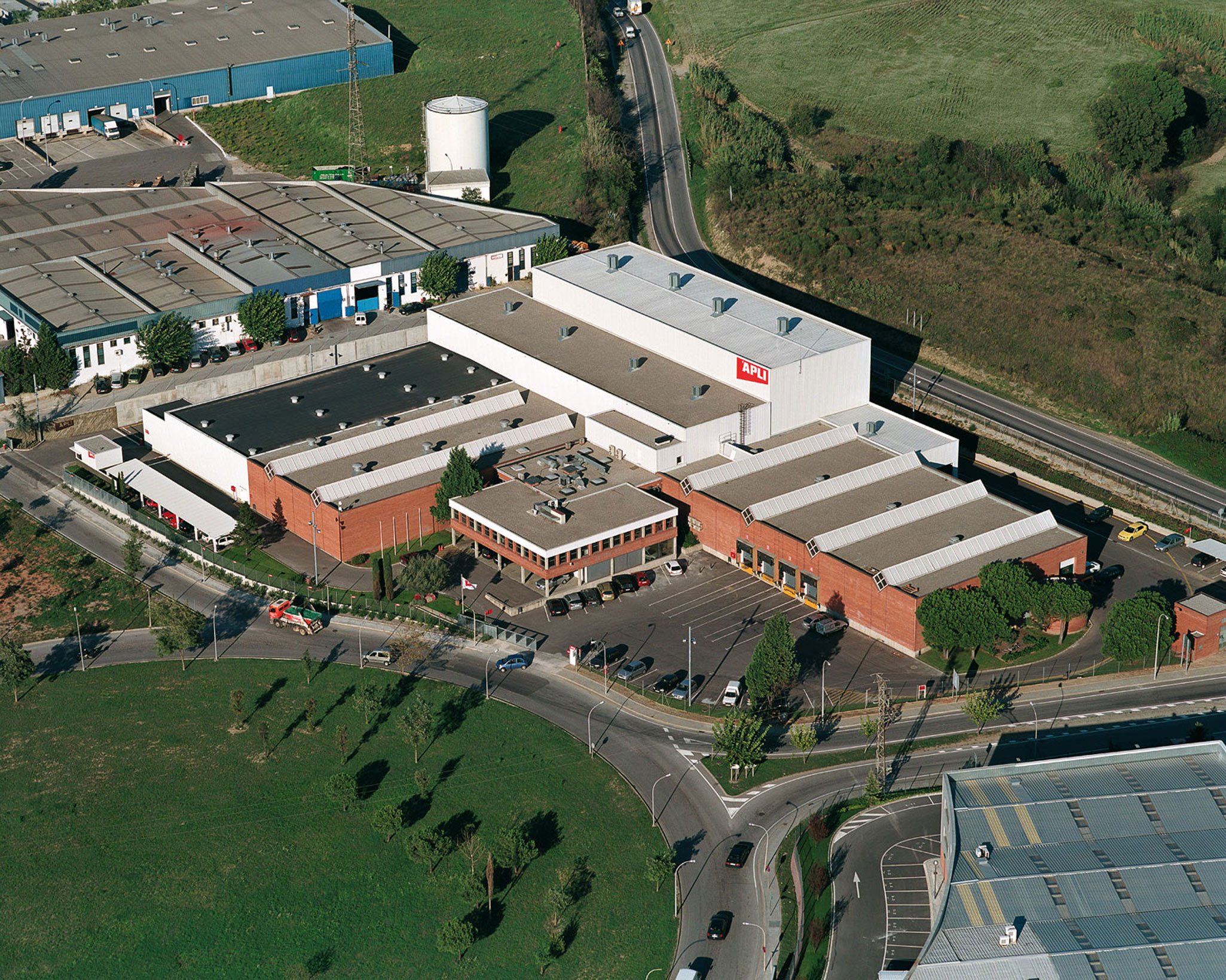
Indústria APLI, al polígon industrial de Santiga

El segle xix va començar amb l'abolició per part de les Corts de Cadis primer (1811) i de Ferran VII després (1822) de tota mena de senyories, que van ser incorporades a l'Estat i que eren governades directament per les seves lleis generals. A mitjans del segle xix, a més de la carretera nacional, també la línia de ferrocarril a Sabadell travessava Barberà. Durant la Guerra Civil espanyola es va mantenir fidel a la República fins al dia 26 de febrer de 1939 quan un petit exèrcit va ocupar la localitat. Cal destacar que una vegada ocupada pels nacionalistes espanyols, se li va canviar el nom a Santa María de Barbará i se li va canviar els noms als carrers; José Antonio, Caudillo, Primo de Rivera, etc. No obstant això, no va ser fins a l'any 1941 que la FET de les JONS va governar en aquesta població.
L'any 1959, el barri de la Creu (format a finals del segle xix) s'annexiona a Sabadell, produint un descens de la població (80 %). Aquesta annexió es va produir per l'interès de Sabadell de tenir més habitants que Terrassa, més terrenys per donar habitatge als immigrants i sobretot, per augmentar la seva població i així obtenir més ajuts de l'Estat. La població continuava creixent, ja que anaven arribant immigrants espanyols per treballar a les terres, en els molins de paper o en la incipient indústria sabadellenca.
El 1970 va començar a edificar-se l'últim polígon industrial entorn del castell, la qual cosa va proporcionar nous llocs de treball. L'abril de 1979 es van celebrar les primeres eleccions democràtiques a Barberà amb el PSUC, el seu candidat guanyador va ser Antonio Lobo del PSUC.

### Present
Actualment, Barberà del Vallès és una ciutat de més de 30.000 habitants. En l'àmbit industrial, és una de les principals ciutats de la comarca del Vallès Occidental, amb una divisió clara entre la zona urbana i la industrial. La zona esportiva, amb el nou complex de Can Llobet, compleix condicions òptimes per a la pràctica de l'esport. El 1985 Barberà va commemorar el seu mil·lenari, que va coincidir amb la inauguració de la plaça de la Vila.

## Monuments

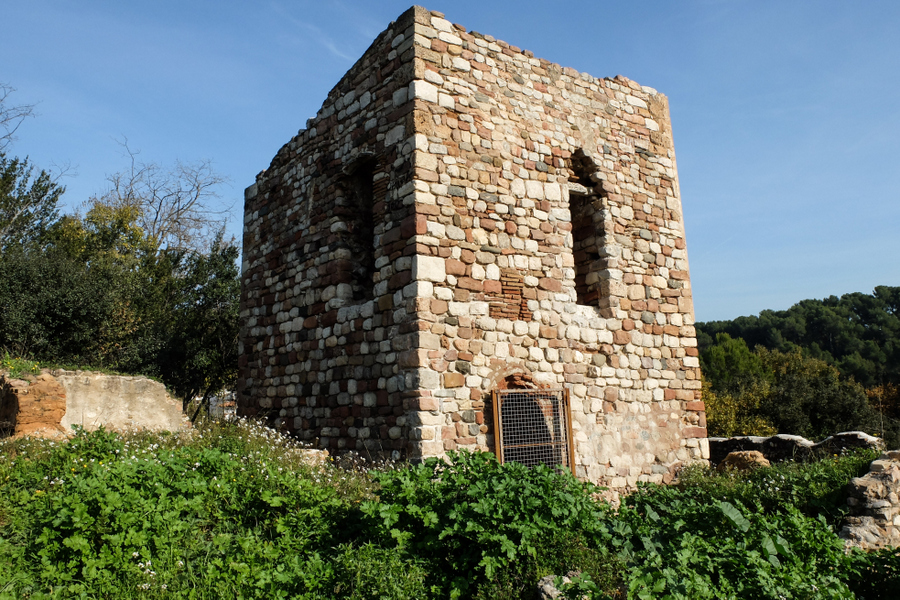
Torre de ca n'Altamira

- Santa Maria de Barberà: Església d'estil romànic que fou construïda a principis del segle xi en honor de Santa Maria, i que conserva fins i tot els frescos originals del segle xii. Església d'estil romànic és reconeguda i declarada com a monument artístic d'interès nacional.
- Molí del Gall: Masia situada al municipi. 41° 31′ 59.62″ N, 2° 7′ 28.67″ E / 41.5332278°N,2.1246306°E
- Torre d'en Gorgs: Masia fortificada, edifici més antic del municipi, documentat ja el segle x.[3]
- Torre de Ca n'Altimira: Torre de vigilància dels segles xi i xii.[4]
- Castell de Barberà: Castell documentat el segle xi, catalogat com a bé cultural d'interès nacional.[5]

## Demografia
| 1497 f | 1515 f | 1553 f | 1717 | 1787 | 1857 | 1877 | 1887 | 1900 | 1910 |
| ------ | ------ | ------ | ---- | ---- | ---- | ---- | ---- | ---- | ---- |
| 24     | 22     | 20     | 144  | 162  | 711  | 717  | 805  | 780  | 852  |

| 1920  | 1930  | 1940  | 1950  | 1960  | 1970  | 1981   | 1990   | 1992   | 1994   |
| ----- | ----- | ----- | ----- | ----- | ----- | ------ | ------ | ------ | ------ |
| 1.066 | 1.622 | 1.828 | 3.328 | 2.660 | 8.928 | 28.679 | 31.370 | 31.263 | 31.263 |

| 1996   | 1998   | 2000   | 2002   | 2004   | 2006   | 2008   | 2010   | 2012   | 2014   |
| ------ | ------ | ------ | ------ | ------ | ------ | ------ | ------ | ------ | ------ |
| 25.484 | 26.112 | 26.681 | 26.902 | 27.202 | 28.633 | 30.271 | 31.688 | 32.436 | 32.550 |

| 2016   | 2018   | 2020   | 2022   | 2024   | 2026 | 2028 | 2030 | 2032 | 2034 |
| ------ | ------ | ------ | ------ | ------ | ---- | ---- | ---- | ---- | ---- |
| 32.832 | 32.839 | 33.334 | 33.082 | 33.575 | -    | -    | -    | -    | -    |

1. ↑  El 1959 La Creu de Barberà es annexionada a Sabadell.
2. ↑  El 1994 Badia del Vallès s'independitza i constitueix el seu propi municipi.

## Administració i política
| Resultat Eleccions Municipals a Barberà del Vallès |       |          |      |
| Partit polític                                     | 2019  | 2019     | 2019 |
| Partit polític                                     | %     | Regidors |      |
| PSC-PSOE                                           | 25,60 | 7        |      |
| PCPB                                               | 21,77 | 6        |      |
| ERC                                                | 15,72 | 4        |      |
| PODEMOS                                            | 9,52  | 2        |      |
| C's                                                | 9,25  | 2        |      |
| Total                                              |       | 21       |      |

| Llista d'alcaldes des de les eleccions democrátiques de 1979 |                                                                 |          |  |
| Legislatura                                                  | Alcalde                                                         | Partit   |  |
| 1979-1983                                                    | Antonio Lobo                                                    | PSUC     |  |
| 1983-1987                                                    | José Antonio Robles                                             | PSC-PSOE |  |
| 1987-1991                                                    | José Antonio Robles                                             | PSC-PSOE |  |
| 1991-1995                                                    | José Antonio Robles                                             | PSC-PSOE |  |
| 1995-1999                                                    | José Antonio Robles                                             | PSC-PSOE |  |
| 1999-2003                                                    | José Antonio Robles                                             | PSC-PSOE |  |
| 2003-2007                                                    | José Antonio Robles (2003-2006) Ana del Frago Barés (2006-2007) | PSC-PSOE |  |
| 2007-2011                                                    | Ana del Frago Barés                                             | PSC-PSOE |  |
| 2011-2015                                                    | Ana del Frago Barés                                             | PSC-PSOE |  |
| 2015-2019                                                    | Sílvia Fuster Alay                                              | PCPB     |  |
| 2019-2023                                                    | Xavier Garcés Trillo                                            | PSC-PSOE |  |

## Economia
Des del seu origen, Barberà del Vallès fou una població bàsicament agrària, destacant el cereal i el raïm. No obstant això, també es destaca la tradicional indústria del paper i el cotó tenint en compte l'abundància de molins al voltant del riu Ripoll. Després de la construcció de l'estació de ferrocarril, el petit poble començà a experimentar un creixement accelerat, acompanyat de la instal·lació de grans polígons industrials que s'imposaren com la principal font econòmica del municipi conjuntament amb el creixement del sector terciari.

## Comunicacions
Es pot arribar a Barberà per l'autopista AP-7, que està situada a la part sud de la vila, connectant a aquesta alçada amb la C-58 que va de Barcelona a Terrassa, i per la carretera N-150, que travessa el municipi, així com per la carretera Santiga, entrant per la ronda de Santa Maria.
Disposa de l'Estació de Barberà del Vallès a la línia Barcelona-Manresa-Lleida (Adif) servei per la Línia R4 de Rodalia de Barcelona i serveis regionals de Rodalies de Catalunya (Renfe Operadora) i d'una bona xarxa d'autobusos: Universitat Autònoma de Barcelona (línia B6), direcció Barcelona (línies A1 i A2) i que transcorren diferents municipis el Vallès Occidental (línies B1, B2 i B4).

## Serveis
El principal centre d'oci de la població jove se situen entorn del centre de la ciutat, entorn les Carpes, així com del sector d'Oci Baricentre, juntament amb el Parc Central del Vallès. Barberà també és una ciutat oberta al teatre, sent reconeguda com a tal per la Generalitat de Catalunya. Conseqüència i prova d'això és el Teatre Municipal Cooperativa construït amb un estil arquitectònic modern, d'ampli aforament, d'acord amb la ciutat actual.

## Entitats[14]
- Colla de Gegants i Gralles de Barberà del Vallès
- Colla de Diables de Barberà del Vallès
- Assemblea de Joves de Barberà
- Kol·lectiu de Dones de Barberà
- Ateneu de Barberà
- Casal d'amistat Català-Cuba de Barberà del Vallès
- Ateneu Abril
- Casal de Joves Obriu Pas
- Esplai el Piolet
- Cooperativa de consum La Trilla
- Casal Popular Tangram
- Batucada Arritmia
- Futbol Club Barberà
- Esplai L'Esquirol
- U.E.H. Barberà
- Penya Ciclista Barberà
- EduCoB
- Grup Senderista de Barberà
- Grup de Joves del Casc Antic